# Лочче, Николино
Николино Фелипе Лочче (исп. Nicolino Felipe Locche; 2 сентября 1939, Тунуян, Мендоса, Аргентина — 7 сентября 2005, Лас-Эрас, Мендоса, Аргентина) — аргентинский боксёр из Тунуяна который с 1968 по 1972 год владел титулом чемпиона мира в младшем полусреднем весе. Лочче часто называют одним из лучших боксеров-защитников всех времен, и в 2003 году он был включен в Международный зал боксёрской славы.

## Карьера
Лочче был известен как «El Intocable» (рус. Неприкасаемый) благодаря своему мастерству защиты, и стал чемпионом Lineal и WBA в полусреднем весе 12 декабря 1968 года в Токио, Япония, победив Такэси Фудзи техническим нокаутом после того, как Фудзи отказался начинать 10-й раунд из-за усталости и неспособности наносить удары, согласно пересказу поединка аргентинскими комментаторами.
Лочче стал кумиром в Аргентине и регулярно заполнял Луна-Парк в Буэнос-Айресе каждый раз, когда проводил бои на известной боксерской арене. Стиль бокса Лочче сделал его легендой. Он обладал сверхъестественными рефлексами, стоя перед своими противниками с опущенными руками по бокам, за спиной или даже опираясь на колени, он скользил, вертелся и изворачивался, чтобы избежать ударов противника.
Многочисленные аргентинские источники также ссылаются на то, что подход Лочче к традиционным боксерским тренировкам и дисциплине был иногда несерьезным. Например, известно, что Лочче курил сигареты на протяжении большей части, если не всей своей боксерской карьеры, а его приверженность строгим диетическим требованиям своей профессии часто была довольно гибкой. Нередко во время 1-минутного перерыва между раундами вокруг него толпились его секунданты, которые яростно пыхтели сигаретой.
Лочче защитил свой титул шесть раз, против Карлоса Эрнандеса, Жоао Энрике, Адольфа Пруитта, Антонио Сервантеса и Доминго Барреры Корпаса, и проиграл его в Панаме Альфонсо Фрейзеру 10 марта 1972 года. Лочче не смог вернуть пояс чемпиона мира в матче-реванше с Сервантесом и ушел на пенсию в 1975 году.
Он был чемпионом Мендосы и Южной Америки в полулегком и младшем полусреднем весе. Лочче стал профессионалом в возрасте 19 лет и добился рекорда 117-4-14 (14 нокаутов). Таким образом, его общий рекорд составляет 234-9-14. В 2003 году Лочче был включён в Международный зал славы бокса. Журнал The Ring ретроспективно признал его линейным чемпионом в младшем полусреднем весе с 1968 по 1972 год.
Лочче умер в Лас-Эрасе в 2005 году от сердечной недостаточности.